# Midilli
Le Midilli, Lesbos, ou en turc Ayvacik midilli, est une race de poneys ambleurs devenue rare, originaire de l'île de Lesbos, mais maintenant élevé dans la région d'Ayvacık, sur la côte de la mer Égée en Turquie. Il est surtout employé comme poney de traction.

## Noms
En référence à sa région d'origine en Turquie, il est nommé en turc Ayvacik, ou Ayvacik Midilli(si) (Midilli signifiant poney en turc). En anglais, il est généralement nommé Mytilene Pony, en raison de ses origines sur l'île de Lesbos, les Grecs préférant le nommer « poney de Lesbos » ou Midi(l)li, (Μιντιλή). 

## Histoire

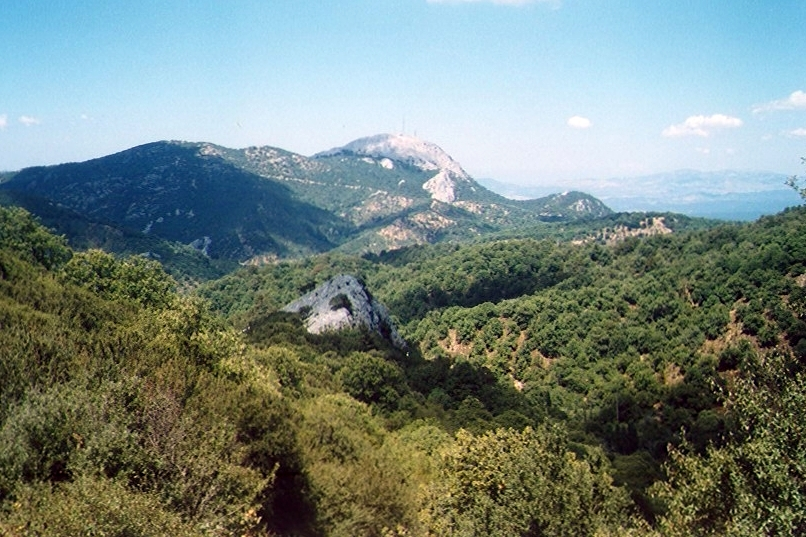
Biotope de l'île de Lesbos.

Il provient de poneys anatoliens sélectionnés sur leur petite taille pendant plusieurs décennies, afin d'être utilisés dans les plantations de noisette et d'oliviers en passant sous les feuillages. 
Avant 1900, sa présence est signalée sur l'île de Lesbos. Il est alors assez proche de la race voisine du Skyros, mais la Première Guerre mondiale entraîne la disparition des poneys présents sur l'île,. Le nom « Midilli » désigne désormais cette variété plus grande de poney ambleur. La race n'a pas de reconnaissance officielle, et n'est pas étudiée.

## Description
Les femelles toisent environ 1,15 m, pour une taille moyenne générale située entre 1,16 m et 1,20 m, ce qui en fait la plus petite des races de chevaux de Turquie. Il est considéré comme une variété du poney d'Anatolie. La tête est grosse en comparaison avec la structure de l'encolure et la taille du corps. La poitrine est bien développée, et l'épaule légèrement inclinée. Les jambes, courtes et épaisses, sont terminées par des sabots solides.
La robe la plus commune est l'alezan, mais de nombreuses autres se rencontrent, notamment le gris.

## Utilisations
Il sert surtout de poney de traction, il est apprécié pour son amble permettant de couvrir le terrain rapidement. Il est également utilisé pour l'équitation sur poney, avec des enfants.

## Diffusion de l'élevage
Il est considéré comme une race locale du Nord-Est de l'Anatolie, devenue très rare. L'étude du niveau de menace menée par l'Université d'Uppsala en 2007 le considère comme une race locale dont le niveau de menace est inconnu. L'étude de caractérisation des chevaux grecs menée par l′Institute for Rare Breeds and Seeds in Europe indique une population d'environ 300 poneys en 2010, ce qui l'inclus aux races « en danger d'extinction ».